# Mulk Raj Anand
Pour les articles homonymes, voir Anand.
Mulk Raj Anand (prononciation : Moulk Rāj Ānand) (né le 12 décembre 1905, mort le 28 septembre 2004) est un auteur indien d'expression anglaise, connu pour sa description des vies des castes pauvres de la société indienne traditionnelle. Il est, avec R. K. Narayan, Ahmad Ali et Raja Rao, l’un des pères fondateurs de la littérature indienne en langue anglaise dans les années 1930. Anand est admiré pour ses romans et ses nouvelles, qui ont acquis le statut d'être les œuvres classiques de la littérature anglaise indienne (en) moderne. Ses œuvres sont remarquables pour leur aperçu perspicace de la vie des opprimés et l'analyse de l'appauvrissement, de l'exploitation et du malheur. Il est également connu pour être parmi les premiers auteurs à incorporer des idiomes pendjabi et hindoustani en anglais. Il est récipiendaire de Padma Bhushan, la décoration civile du gouvernement de l'Inde.

## Jeunesse et l'éducation
Né à Peshawar, Anand a étudié au Khalsa College (en), Amritsar, obtenant sa licence avec mention en 1924, avant de se déplacer en Angleterre, où il est allé à l'University College de Londres comme un étudiant de premier cycle et ensuite à l'Université de Cambridge, où il a obtenu un doctorat en philosophie en 1929. Pendant ce temps il a forgé des amitiés avec les membres du Bloomsbury Group. Il a passé un certain temps à Genève, faisant cours à l'Institut international de coopération intellectuelle de la Société des Nations.

## Carrière
La carrière littéraire d'Anand a été lancée par la tragédie familiale, incitée par la rigidité du système de caste. Son premier essai était une réponse au suicide d'une tante, qui avait été excommuniée par sa famille pour avoir partagé un repas avec une femme musulmane. Son premier roman important, Untouchable, publié en 1935, était un exposé glacial et effrayant de la vie quotidienne d'un membre de la caste des intouchables (Dalit) de l'Inde. C'est l'histoire d'un seul jour dans la vie de Bakha, appartenant à la caste chargée du nettoyage des toilettes, qui, un jour, heurte accidentellement un membre d'une haute caste. Bakha cherche un réconfort à la tragédie de la destinée il est condamné pour être né dalit, parle avec un missionnaire chrétien, écoute un discours sur l'intouchabilité par Gandhi puis une conversation entre deux Indiens instruits, mais à la fin du livre Anand suggère que ce soit le progrès de l'emploi de la chasse d'eau qui peut être son sauveur en éliminant le besoin d'une caste des nettoyeurs de toilettes. Ce livre simple, qui a su garder en anglais le pouvoir d'évocation des idiomes pendjabi et hindi, a été très bien accueilli et Anand y gagna la réputation d'être le Charles Dickens de l'Inde. L'introduction de ce livre a été écrite par son ami, E. M. Forster, qu'il avait rencontré quand il travaillait pour Criterion, le magazine de T. S. Eliot. Forster a écrit : « Évitant la rhétorique et la circonlocution, il est allé droit au cœur de son sujet et l'a purifié ».
Anand, qui, dans les années 1930 et 40, passait la moitié de son temps à Londres et l'autre moitié en Inde, était attiré vers le Mouvement pour l'indépendance de l'Inde. À Londres, il soutenait par ses écrits la cause indienne avec V. K. Krishna Menon, futur ministre de la défense nationale de l'Inde, en essayant de gagner sa vie comme romancier et journaliste. En même temps, il soutenait la cause de la liberté ailleurs dans le monde et a même voyagé en Espagne pour se porter volontaire dans la Guerre civile espagnole, bien que son rôle dans le conflit soit plus journalistique que comme combattant. Pendant la Deuxième Guerre mondiale, il participa comme scénariste pour la BBC à Londres, où il est devenu un ami de George Orwell. Orwell a émis una appréciation favorable du roman de 1942 d'Anand The Sword and the Sickle et a fait remarquer que « Bien que le roman de M. Anand soit toujours intéressant sur ses propres mérites même s'il avait été écrit par un Anglais, mais, il est impossible de le lire sans se rappeler de temps en temps qu'il est également une curiosité culturelle, » ajoutant que  « la croissance d'une littérature indienne de la langue anglaise est un phénomène étrange ». Anand était également ami de Picasso et avait des peintures de Picasso dans sa collection.
Anand est retourné en Inde en 1946 et a continué avec sa production littéraire. Ses œuvres incluent la poésie et des essais sur une vaste gamme de sujets, ainsi que des autobiographies, des romans et des nouvelles. Parmi ses romans les plus remarquables : The Village (1939), Across the Black Waters (1939), The Sword and the Sickle (1942), tous écrits en Angleterre et ensuite Coolie (1936), The Private Life of an Indian Prince (1953), peut-être la plus importante de ses œuvres écrites en Inde. Il a également fondé une revue littéraire, Marg et a enseigné dans diverses universités. Pendant les années 1970, il a travaillé avec l'International Progress Organization (en) (IPO) sur l'enjeu d'auto-compréhension culturelle des nations. Sa contribution à la conférence de l'IPO à Innsbruck (Autriche) en 1974 a eu une grande influence sur les débats, plus tard connus sous l'expression de Dialogue Among Civilizations (en). Anand a également donné des conférences sur des Indiens éminents comme Gandhi, Jawaharlal Nehru et Rabindranath Tagore, commémorant leurs accomplissements et signification et accordant une attention particulière à leurs marques distinctes de l'humanisme.
Son roman The Private Life of an Indian Prince, publié en 1953, était plus autobiographique. En 1950 Anand s'engagea dans un projet d'écrire une autobiographie en sept parties, commençant en 1951 par Seven Summers. Une partie, Morning Face (1968), a obtenu le Sahitya Akademi Award (en). Comme une grande partie de son travail postérieur, il contient les éléments de son voyage spirituel et de sa lutte pour atteindre un sens plus élevé de conscience de soi.
Il est mort de pneumonie à Pune le 28 septembre 2004 à l'âge de 98 ans.

## Le style littéraire
Anand, étant associé au Communisme, a utilisé ses romans pour faire de larges attaques sur les éléments divers de la structure sociale de l'Inde et sur l'autorité britannique en Inde; on les considère important pour leur position sur les enjeux sociaux.

## Romans
- Untouchable (1935)
- Coolie (1936)
- Two Leaves and a Bud (1937)
- The Village (1939)
- Across the Black Waters (1939)
- The Sword and the Sickle (1942)
- The Big Heart (1945)
- The Private Life of an Indian Prince (1953)

## Autobiographies
- Seven Summers (1951)
- The Morning Face (1968) - reçu le prix de l'Académie de Lettre de l’Inde (Sahitya Akademi Award).